# Jayde Riviere
Jayde Yuk Fun Riviere (* 22. Januar 2001 in Markham, Ontario) ist eine kanadische Fußballnationalspielerin. Seit Januar 2023 spielt sie für Manchester United in der FA Women’s Super League.

## Karriere

### Vereine
Riviere begann mit vier Jahren beim West Rouge SC mit dem Fußballspielen und spielte dann für Pickering SC, Markham SC und die Vancouver Whitecaps. Während ihres Studiums an der University of Michigan spielte sie für die Michigan Wolverines und anschließend kurzzeitig für AFC Ann Arbor in der USL W League. Im Januar 2023 erhielt sie ihren ersten Profivertrag bei Manchester United bis zum Ende der Saison 2024/25.

### Nationalmannschaft
Mit 14 Jahren wurde sie unter der aktuellen Nationaltrainerin Bev Priestman in das kanadische Jugendprogramm aufgenommen. Mit der U-15-Mannschaft gewann sie 2016 die Silbermedaille bei der CONCACAF Girls’ Under-15 Championship. Mit der U-17-Mannschaft nahm sie an der U-17-Fußball-Weltmeisterschaft der Frauen 2016 in Jordanien teil, wo die Kanadierinnen aber nach der Gruppenphase ausschieden. 2018 gewann sie mit der Mannschaft die Bronzemedaille bei der CONCACAF U-17-Meisterschaft der Frauen und qualifizierte sich für die U-17-Fußball-Weltmeisterschaft der Frauen 2018 in Uruguay, wo sie mit der Mannschaft Vierte wurden.
Schon am 12. November 2017 spielte sie erstmals in der Kanadischen Nationalmannschaft, als sie bei der 1:3-Niederlage gegen die USA in der 71. Minute eingewechselt wurde. Sie spielte danach aber erst mal wieder für die U-Mannschaften. Erst im April 2019 kam sie bei zwei Freundschaftsspielen der A-Nationalmannschaft auch dort wieder zum Einsatz. Nach weiteren Einsätzen in Freundschaftsspielen im Mai wurde sie auch für die WM 2019 in Frankreich nominiert. Sie war die zweitjüngste Spielerin im Kader und stand im zweiten Gruppenspiel gegen Neuseeland in der Startelf, wurde aber nach 75 Minuten ausgewechselt. Bei den Niederlagen im letzten Gruppenspiel gegen die Niederlande und im Viertelfinale gegen Schweden  wurde sie jeweils eingewechselt. Ende Januar/Anfang Februar 2020 qualifizierte sie sich mit der Mannschaft beim CONCACAF-Qualifikationsturnier für die Olympischen Spiele 2020. Bedingt durch die COVID-19-Pandemie wurden die Spiele aber um ein Jahr verschoben. Beim Turnier spielte sie im zweiten und dritten Gruppenspiel jeweils über 90 Minuten mit, im Viertelfinale gegen Brasilien, das die Kanadierinnen nach torlosen 120 Minuten im Elfmeterschießen gewannen und im Finale gegen Schweden, das ebenfalls im Elfmeterschießen gewonnen wurde, wurde sie jeweils in der Verlängerung eingewechselt. Bei den Elfmeterschießen musste sie aber nicht mit antreten.
Im Juli 2022 nahm sie mit der Mannschaft an der CONCACAF W Championship 2022 teil und qualifizierte sich durch das Erreichen des Halbfinales für die WM 2023. Im Finale verloren sie dann mal wieder mit 0:1 gegen die USA.
Am 9. Juli 2023 wurde sie für die WM 2023 nominiert, kam in jedem der drei Spiele ihres Teams zum Einsatz und schied mit ihrer Mannschaft nach der Vorrunde aus.
Für die Olympischen Spiele in Paris wurde sie zunächst nominiert Am 25. Juli 2024 wurde sie aber verletzungsbedingt durch Shelina Zadorsky ersetzt.

## Erfolge und Auszeichnungen
- 2021: Olympiasiegerin